# Міжега Микола Якович
Міжега Микола Якович (14 березня 1930 року — 25 квітня 1993 року) — український економіко-географ, кандидат географічних наук, доцент Київського національного університету імені Тараса Шевченка.

## Біографія
Народився 14 березня 1930 року в селі Ковчин Куликовського повіту, тепер Чернігівської області. У 1950–1951 був курсантом Харківського військового авіаційного училища, у 1951–1952 роках Томського військового-технічного училища. У 1952–1955 роках командир взводу у військових частинах Челябінська. Закінчив у 1961 році Київський університет, де працює з 1975 року старшим викладачем, з 1982 року доцент кафедри економічної географії. Кандидатська дисертація «Основні закономірності формування систем міських поселень в аграрно-індустріальних районах» захищена у 1973 році. Викладав курси: «Основи районного планування та містобудівництво», «Організація проектно-планувальних робіт», «Географія транспорту», «Математичні методи в економічній географії». Сфера наукових досліджень: економічна географія, закономірності формування просторової структури великого міста, закономірності розміщення населення на території Києва.

## Наукові праці
Автор 36 наукових праць. Основні праці:
1. (рос.) География транспорта СССР. — К., 1981.
2. (рос.) Расселения городского населения. — К., 1982.
3. (рос.) Некоторые экономико-географические проблемы крупного города. — К., 1982.
4. (рос.) Методические указания по использованию математических методов в экономической географи. — К., 1989.